# کاژیمیش دینا
کاژیمیش دینا (لهستانی: Kazimierz Deyna؛ ‏ تلفظ لهستانی: [kaˈʑimjɛʂ]؛ ‏ ۲۳ اکتبر ۱۹۴۷ – ۱ سپتامبر ۱۹۸۹) بازیکن فوتبال اهل لهستان بود که در پست هافبک بازی‌ساز بازی می‌کرد.
از باشگاه‌هایی که در آن بازی کرده‌است می‌توان به باشگاه فوتبال منچستر سیتی، باشگاه فوتبال لگیا ورشو، و تیم ملی فوتبال لهستان اشاره کرد.
وی همچنین در تیم ملی فوتبال لهستان بازی کرده‌است.